# 해남 우수영 관광지
해남 우수영 관광지는 전라남도 해남군 문내면 학동리에 있는 관광지이다. 해남 학동리와 진도군 군내면 녹진리 사이를 가르는 명량해협(울돌목) 북쪽에 있으며 진도대교와 연결되어 있다. 충무공 이순신이 임진왜란 당시 승전했던 명량 해전의 전투지이기도 하다. 

## 소개
1592년(선조 25년)에 임진왜란이 발발하였을 때 정유재란으로 왜군이 호남 지방을 점령하였을 당시 충무공 이순신이 이끄는 수군 함대가 왜선을 격파하며 전투를 하였던 명량 해전의 전투지이다. 이 곳에서 충무공의 수군 부대가 명량 해협을 점령하던 왜군 부대와 교전을 벌이면서 승리를 거두었으며 충무공 이순신은 임진왜란의 최후 전투인 노량 해전에서 전투 지휘를 하던 중 유탄에 맞아 순국하고 왜란도 조선의 승리로 종전하게 된다. 
1986년 해남군이 이 곳을 역사적인 의미를 담은 관광지로 지정하여 우수영 관광지라 명명하고 명량 해전 승전을 기념하는 역사적인 장소로 조성하게 되었다. 
관굉지에는 거친 파도가 일으켜지는 울돌목 바다와 접하여 오후 2시 ~ 4시 사이에 밀물을 통해서 거친 바다 물살이 일으켜지는 모습이 보여지고 명량 대첩 승전을 기념하는 명량 해전 기념탑, 충무공이 왜선을 대거 격파시키는데 동력 역할을 했던 장치가 있으며 판옥선 모형선이 있디. 2020년 우수영 케이블카가, 2021년에 울돌목 스카이워크가 신설되었다. 

## 현황
- 명량대첩 해전사 기념 전시관
- 울돌목 스카이워크
- 우수영 케이블카